# Julia Krajewski
Julia Krajewski (Langenhagen, 22 de octubre de 1988) es una jinete alemana que compite en la modalidad de concurso completo.
Participó en dos Juegos Olímpicos de Verano, obteniendo dos medallas, plata en Río de Janeiro 2016, en la prueba por equipos (junto con Sandra Auffarth, Ingrid Klimke y Michael Jung), y oro en Tokio 2020, en la prueba individual.
Ganó dos medallas en el Campeonato Mundial de Concurso Completo de 2022, oro por equipos y plata individual.

## Palmarés internacional
| Juegos Olímpicos   | Juegos Olímpicos            | Juegos Olímpicos | Juegos Olímpicos |
| Año                | Lugar                       | Medalla          | Categoría        |
| ------------------ | --------------------------- | ---------------- | ---------------- |
| 2016               | Río de Janeiro (Brasil)     | Medalla de plata | Por equipos      |
| 2020               | Tokio (Japón)               | Medalla de oro   | Individual       |
| Campeonato Mundial |                             |                  |                  |
| Año                | Lugar                       | Medalla          | Categoría        |
| 2022               | Pratoni del Vivaro (Italia) | Medalla de oro   | Por equipos      |
| 2022               | Pratoni del Vivaro (Italia) | Medalla de plata | Individual       |